# Avanade
Avanade er en amerikansk it-konsulentvirksomhed, der fokuserer på Microsoft-platforme. De har hovedkvarter i Seattle og over 50.000 ansatte i 26 lande.
Avanade blev etableret 4. april 2000, som et joint venture mellem Accenture og Microsoft. I dag er det et datterselskab til Accenture.